# Procattedrale di Santa Maria
La procattedrale di Santa Maria è la procattedrale cattolica di Dublino.

## Storia
L'attuale chiesa è stata costruita su un sito in cui precedentemente trovava alloggio un monastero benedettino e, successivamente, un'abbazia cistercense.
È la sede ufficiale del vescovo cattolico della città, ed è chiamata procattedrale per distinguerla dalle altre due cattedrali più antiche di Dublino, ossia la Cattedrale di Cristo e la Cattedrale di San Patrizio, afferenti entrambe alla Chiesa d'Irlanda.

## Il coro
La procattedrale ospita il coro Palestrina, fondato nel 1890.